# Черемшанка (Ишимский район)
Черемша́нка — село в Ишимском районе Тюменской области России. Административный центр Черемшанского сельского поселения.

## География
Село находится на юго-востоке Тюменской области, в пределах юго-западной части Западно-Сибирской низменности, в лесостепной зоне, на берегах реки Черемшанка, на расстоянии примерно 10 км (по прямой) к северо-западу от города Ишим, административного центра района. Абсолютная высота — 98 м над уровнем моря.

### Климат
Климат континентальный с холодной продолжительной зимой и тёплым относительно коротким летом. Средняя температура воздуха самого холодного месяца (января) — −18,7 °C (абсолютный минимум — −47,3 °C); самого тёплого месяца (июля) — 18 °C (абсолютный максимум — 38,4 °С). Безморозный период длится в среднем 111 дней. Среднегодовое количество атмосферных осадков составляет 181—469 мм, из которых 70 % выпадает в тёплый период. Продолжительность залегания снежного покрова составляет в среднем 164 дня.

### Часовой пояс
Село Черемшанка, как и вся Тюменская область, находится в часовой зоне МСК+2. Смещение применяемого времени относительно UTC составляет +5:00.

## Население
| 2010 |
| ---- |
| 435  |

### Половой состав
По данным Всероссийской переписи населения 2010 года в половой структуре населения мужчины составляли 43,4 %, женщины — соответственно 56,6 %.

### Национальный состав
Согласно результатам переписи 2002 года, в национальной структуре населения русские составляли 88 % из 473 чел.